# Karosa ŠM 11
Karosa ŠM 11 (nazywany również Škoda ŠM 11) – autobus miejski, produkowany przez czechosłowacką firmę Karosa we współpracy z zakładami Škoda w latach 1965-1981. Pojazd był następcą autobusów Škoda 706 RTO MEX/MTZ (produkowanego na licencji w Polsce jako Jelcz 272). Skrót ŠM (Škoda Městská) oznaczał miejską wersję autobusu, w odróżnieniu od innych autobusów z tej rodziny pojazdów Karosa ŠL 11 (Škoda Linková), Karosa ŠD 11 (Škoda Dálková) oraz Karosa ŠM 16,5 (Škoda Městská w przedłużonej wersji przegubowej).
Od poprzedników konstrukcyjnie różnił się dość istotnie. Silnik został przeniesiony z przodu pod podłogę między osiami, zastosowano przekładnię automatyczną. Autobus w wersji miejskiej wyróżniał się większą liczbą drzwi wejściowych i poszyciem bocznym. Charakterystyczną cechę stanowiły ściany przednia i tylna wykonane z takiej samej wytłoczki. W ścianie tylnej zamiast czterech reflektorów zainstalowano duże światła pozycyjne oraz cofania, a wlot powietrza zastąpiono klapą bagażnika.
W latach 60. XX wieku w oparciu o konstrukcję autobusu ŠM 11 wytwarzano trolejbusy typu Škoda T 11.